# Корейские обращения
В корейском языке имеются специальные обращения к людям, зависящие от статуса и половой принадлежности собеседника.

## Основные обращения
- Хён (형 [hyŏng], от кит. 兄 [xiōng]) — обращение младшего брата к старшему (аналог — кит. 哥哥 [gēge]), также может использоваться в неформальном общении при обращении младшего члена коллектива к старшему. Может присоединять уважительный суффикс «ним» (님). Пример: 선우+형 = 선우 형
- Оппа (오빠 [oppa]) — аналог указанного выше обращения, но используется лицами женского пола по отношению к старшим братьям либо (в неформальной обстановке) по отношению к молодым людям старше их.Пример: 지민+오빠=지민 오빠
- Онни (언니 [ŏnni]) — обращение, аналогичное «хён», используется в тех же случаях между лицами женского пола (аналог — кит. 姐姐 [jiějie]).
- Нуна (누나 [nuna]) — обращение младшего брата к старшей сестре. По отношению к девушкам старше себя употребляется не очень часто.

К младшим братьям или сестрам, а также младшим членам коллектива специальные обращения, как правило, не употребляются, для обращения к ним используются личные имена.
- Аджосси (아저씨 [ajŏssi]) — уважительное обращение к мужчине (как правило, старше говорящего; аналог английского mister или испанского señor или дядя).
- Аджумма (아줌마 [ajumma]) — аналогичное вышеуказанному обращение к женщинам (как правило, замужним; аналог английского Mrs. или испанского señora).
- Агасси (아가씨 [agassi]) — аналогичное вышеуказанному обращение к молодым девушкам (аналог английского miss или испанского señorita).
- Сонбэ (선배 [sŏnbae], от кит. 先辈 [xiānbèi] старшина, на ханча отображается идентично) — обращение к старшему коллеге. При высоком статусе коллеги к обращению прибавляется уважительный суффикс «ним» (님). Употребляется также в японском языке (сэмпай).
- Хубэ (후배 [hubae], от кит. 後輩 [hòubèi] молодёжь, новое поколение) — младший (необязательно по возрасту) по званию, должности, по положению сослуживец или учащийся младших классов / курсов, юниор, помощник. В японском языке также есть аналогичное слово — кохай.
- Орабони (오라버니[oraboni]), — обращение девушки к родному / сводному брату. Иногда может использоваться как «братец» в игривом обращении девушки к парню, молодому мужчине.

Суффикс «ним» прибавляется также к профессии человека, к которому обращаются, если он выше по рангу. Пример: директор — 의장 [uijang] + 님 = 의장님 [uijangnim].
Все вышеупомянутые обращения могут употребляться при разговоре с другими людьми при упоминании соответствующих личностей.